# Сергей Бубка
Сергей Назарович Бубка (на украински: Сергі́й Наза́рович Бу́бка) е украински и съветски лекоатлет. Състезател е по овчарски скок, най-успешният състезател в тази дисциплина в досегашната история на спорта.
Роден е във Ворошиловград (сега Луганск), Украинска ССР на 4 декември 1963 г. От 1983 до 1997 г. е 6 пъти световен шампион, което е ненадминато постижение в света. Печели златен медал на олимпиадата в Сеул през 1988 г.
Бубка подобрява световния рекорд 35 пъти и прави 43 скока над 6 метра. Той държи световния рекорд от 6,15 метра, поставен на 21 февруари 1993 г. в зала „Дружба“ в Донецк, Украйна, за цели 21 години, докато на 15 февруари 2014 г. французинът Рено Лавиление скача 6,16 метра в същата зала.
От 2005 г. е президент на Националния олимпийски комитет на Украйна. Член е на Международния олимпийски комитет от 1999 г. и на неговия Изпълнителен комитет от 2000 г. През август 2015 г. е избран за първи вицепрезидент на Международната асоциация на лекоатлетическите федерации на конгреса на IAAF в Пекин (Китай).
Народен депутат на Украйна от 2002 до 2006 г.